# Arco de Augusto (19 a.C.)
Arco de Augusto (em latim: Arcus Augusti), também referido pelos historiadores como Arco Parto, foi um arco triunfal do imperador Augusto (r. 27 a.C.–14 d.C.) situado no Fórum Romano. Dedicado em 19 a.C., celebrou o retorno dos estandartes capturados pelo Império Parta na batalha de Carras (53 a.C.) e substituiu o arco anterior construído por Otaviano em 29 a.C. para celebrar a batalha de Áccio (31 a.C.) contra Marco Antônio e Cleópatra. Com este edifício novo, Augusto pretendia apagar a memória da guerra civil com Marco Antônio e gravar seu nome entre os vencedores da lista exibida em uma passagem do arco novo, não para celebrar uma vitória militar, mas sim diplomática.
Abarcando o Vico Vestal entre o Templo de Castor e Pólux e o Templo de César, próximo ao Templo de Vesta, o arco consistia num vão central abobadado maior e mais profundo e duas passagens laterais com tetos planos encimados por frontões triangulares, cada um encimado pela estátua de um parta fazendo sua submissão a Augusto (um dos partas está inclinado e restaura os padrões romanos). Sobre o ático do vão central havia um conjunto em bronze dourado de Augusto em sua quadriga triunfal. Nos nichos das paredes das passagens laterais havia esculpido os Fastos Capitolinos, que incluem os nomes de todos os cônsules da República Romana e todos os generais que receberam um triunfo desde o Reino de Roma até o reinado de Augusto.
Os restos remanescentes do arco consistem em blocos de travertino sobre alicerces de concreto, e três dos quatro pilares estão in situ. Os pilares do meio são de 2,95 metros de largura, e os laterais de 1,35, o que corresponde as representações nas moedas. A profundidade dos pilares do meio também é maior. A largura do arco central foi de 4,05 metros e os dos arcos laterais de 2,55, sendo a estrutura duma largura total de 17,75 metros. O pavimento da passagem central está parcialmente preservado, e alguns dos fragmentos de mármore do arco foram instalados em alicerces modernos de tijolo sobre fundações de travertino, que se apoiam em pavimentos duma rua mais antiga.

## Galeria

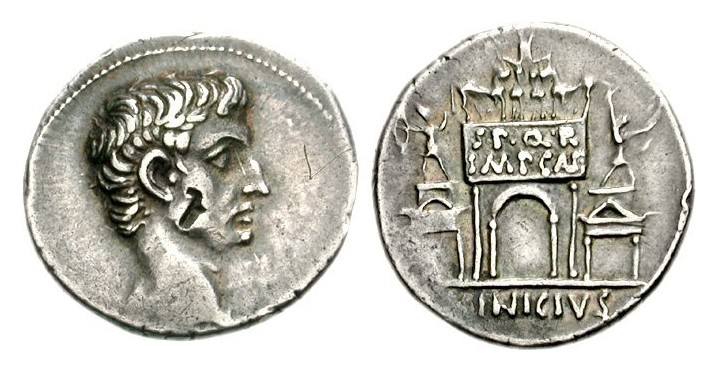
Representação do Arco de Augusto num denário de Augusto emitida por Lúcio Vinício em 16 a.C..
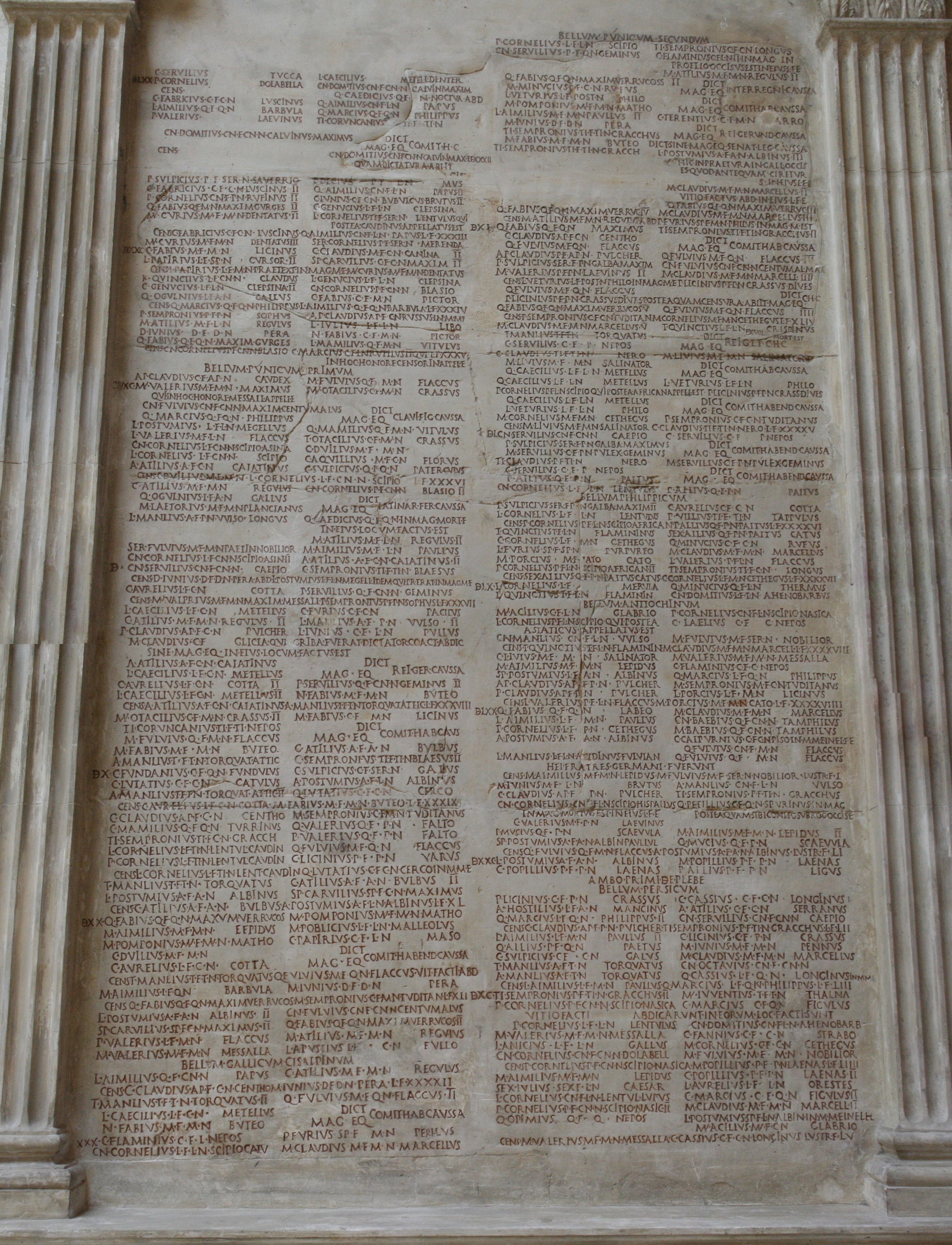
Reconstrução do Arco de Augusto no Museu da Civilização Romana com as listas de cônsules e generais triunfadores.